# Heidi Earp
Heidi Earp (Stoke-on-Trent, 20 de diciembre de 1980) es una deportista británica que compitió en natación.
Ganó dos medallas de bronce en el Campeonato Europeo de Natación en Piscina Corta, en los años 2000 y 2001. Participó en los Juegos Olímpicos de Sídney 2000, ocupando el séptimo lugar en la prueba de 4 × 100 m estilos.

## Palmarés internacional
| Campeonato Mundial en Piscina Corta | Campeonato Mundial en Piscina Corta | Campeonato Mundial en Piscina Corta | Campeonato Mundial en Piscina Corta |
| Año                                 | Lugar                               | Medalla                             | Prueba                              |
| ----------------------------------- | ----------------------------------- | ----------------------------------- | ----------------------------------- |
| 2000                                | Valencia (España)                   | Medalla de bronce                   | 4 × 50 m estilos                    |
| 2001                                | Amberes (Bélgica)                   | Medalla de bronce                   | 100 m braza                         |